# Mon colt fait la loi
Pour plus de détails, voir Fiche technique et Distribution.
Mon colt fait la loi (Le pistole non discutono) est un western spaghetti ouest-germano-hispano-italien de Mario Caiano sorti en 1964.

## Synopsis
Le mariage du shérif Pat Garrett bat son plein. Les frères Clayton, Billy et George, dévalisent une banque et abattent deux employés qui les ont reconnus. Ils s'enfuient au Mexique ; le shérif Garrett abandonne la cérémonie de mariage et se lance à leur poursuite.
En chemin, les Clayton passent la nuit dans une taverne locale et Garrett peut les arrêter sans trop de difficultés. Le retour s'avère difficile, car le bandit mexicain Santero apprend que les deux hommes ont emporté 30 000 dollars comme butin de l'attaque. Ce n'est qu'avec difficulté que Garrett et ses prisonniers parviennent à éviter la bande de Santero, mais ils doivent pour cela traverser le désert. Ils découvrent un ranch et y font une halte.
George Clayton tombe amoureux d'Agnès, qui gère le ranch avec son frère ; elle lui fait la morale sur ses crimes passés, ce qui le fait réfléchir. Il décide alors d'aider Garrett à se défendre lorsque Santero et ses hommes lancent une attaque contre le ranch. Billy, cependant, meurt en essayant de se joindre aux bandits. Lorsque le ranch part en fumée, George sauve la vie du frère d'Agnès. Pat Garrett promet à George de témoigner en sa faveur s'il est traduit en justice.

## Fiche technique
- Titre français : Mon colt fait la loi ou Colt et dollars[1]
- Titre original italien : Le pistole non discutono[2]
- Titre allemand : Die letzten Zwei vom Rio Bravo[3]
- Titre espagnol : Las pistolas no discuten
- Réalisation : Mario Caiano
- Scénario : Castellano et Pipolo
- Photographie : Julio Ortaz Plaza
- Montage : Roberto Cinquini (it)
- Musique : Ennio Morricone (sous le nom de « Mike Perkins »)
- Décors et costumes : Carlo Simi
- Production : Arrigo Colombo, Giorgio Papi, Franco Palaggi, Waldfried Barthel, Manfred Barthel
- Sociétés de production : Jolly Film S.r.l. (Rome), Trio Films (Madrid), Constantin Film Verleih GmbH (Munich)
- Pays de production :  Italie •  Espagne •  Allemagne de l'Ouest
- Langues originales : italien
- Format : Couleur par Eastmancolor • 1,66:1 • Son mono • 35 mm
- Durée : 93 minutes (1 h 33)
- Genre : Western spaghetti
- Dates de sortie :
  - Italie : 21 août 1964
  - Allemagne de l'Ouest : 23 octobre 1964
  - France : 18 août 1965[1]

## Distribution
- Rod Cameron : Pat Garrett
- Ángel Aranda : George Clanton
- Horst Frank : Billy Clanton
- Mimmo Palmara (sous le nom de « Dick Palmer ») : Santero
- Hans Nielsen : Révérend Alvarez
- Andrea Aureli (sous le nom d'« Andrew Ray ») : Manuel
- Vivi Bach : Agnes Goddard
- Kai Fischer : Helen
- Tito García (es) (sous le nom de « Paul Smith ») : Miguel
- Eulalia Tenorio (sous le nom de « Lady Tenory ») : Mammy
- Luis Duran (sous le nom de « Louis Duran ») : Mike Goddard
- Giulia Rubini (sous le nom de « Judy Robbins ») : Martha Coogan
- Giuseppe Frisaldi (de) (sous le nom de « Joe Kamel ») : Capitaine MacKay
- José Manuel Martín (es) (sous le nom de « Joseph Martin ») : Ramon
- Manuel Arbó : Le banquier